# Pauwie
Pauwie es una isla en el río Tapanahoni en la zona este del ressort de Tapanahoni, distrito de Sipaliwini en Surinam. Se encuentra a unos 20 km al oeste de la frontera con la Guayana Francesa. Se encuentra a unos 200 km al sur en línea recta desde Paramaribo, y a unos 60 km al sur este del embalse de Brokopondo.
En su vecindad se encuentran las villas de Clementie (2 km), Draai (4 km), Mansi (9 km).